# Ariarates III

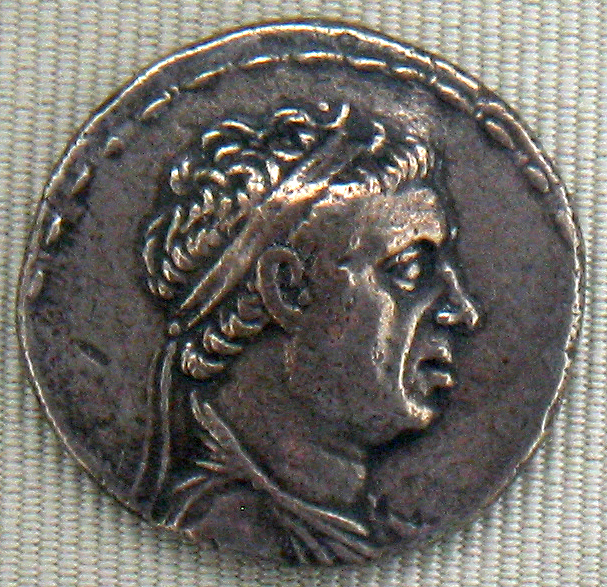
Tetradracma de plata de Ariarates III.

Ariarates III (en griego antiguo: Ἀριαράθης) fue rey de Capadocia (255-220 a. C.), hijo de Ariaramnes II y nieto de Ariarates II. Se casó con Estratónice, hija del rey de Siria Antíoco II Teos. Obtuvo el gobierno compartido durante la vida de su padre.
Fue el primer gobernante de Capadocia que se autoproclamó basileos (‘rey’), en 250 a. C. Durante su reinado, anexionó el territorio de Cataonia a su reino. Se puso del lado de Antíoco Hierax en la guerra que este sostuvo contra Seleuco II Calinico. Le sucedió su hijo Ariarates IV.